# آدی آزرونی
آدی آزرونی (عبری: עדי עזרוני‎؛ زادهٔ ۱۶ نوامبر ۱۹۷۸) بازیگر، مدل، مجری تلویزیون و تهیه‌کننده فیلم اهل اسرائیل است.